# Metro van Dalian
De metro van Dalian (Vereenvoudigd Chinees: 大连轻轨三号, Hanyu pinyin: Dàlián Qīngguǐ Sānhào) is een openbaarvervoernetwerk in Dalian, China. Het netwerk werd geopend in 2003. Het netwerk bestaat  uit vier lijnen, meerdere bijkomende lijnen zijn in aanbouw of zijn gepland.